# Jüdische Gemeinde Leer

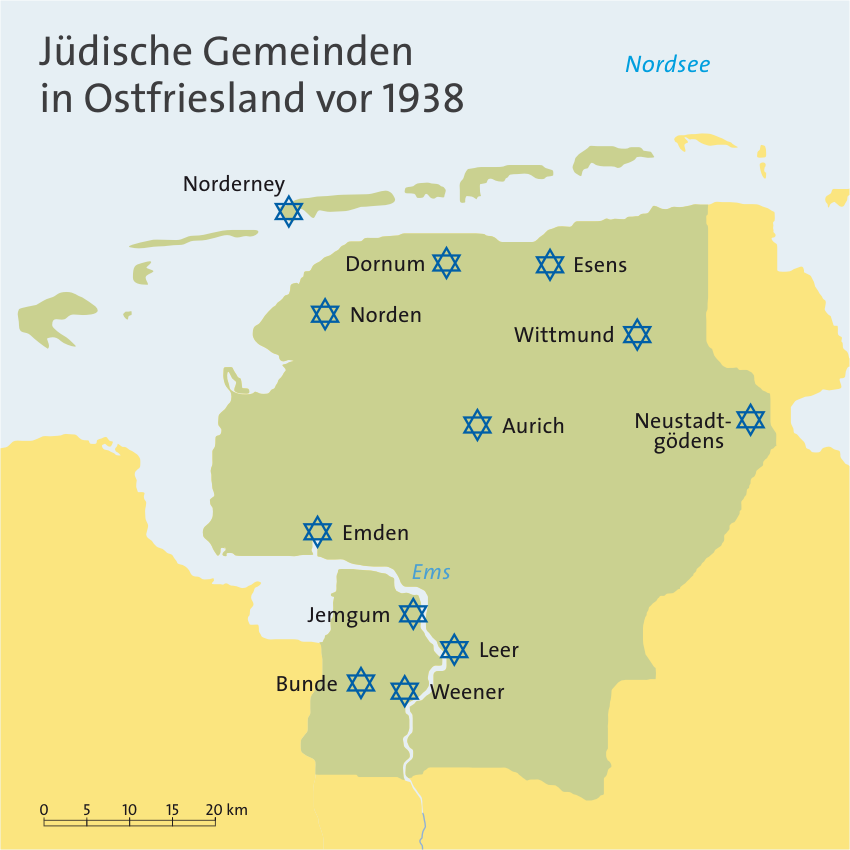
Orte mit jüdischen Gemeinden in Ostfriesland 1938

Die jüdische Gemeinde in Leer bestand über einen Zeitraum von rund 300 Jahren von ihren Anfängen im 17. Jahrhundert bis zu ihrem Ende am 23. Oktober 1941.

## Geschichte der Jüdischen Gemeinde in Leer

### 16. Jahrhundert bis 1933

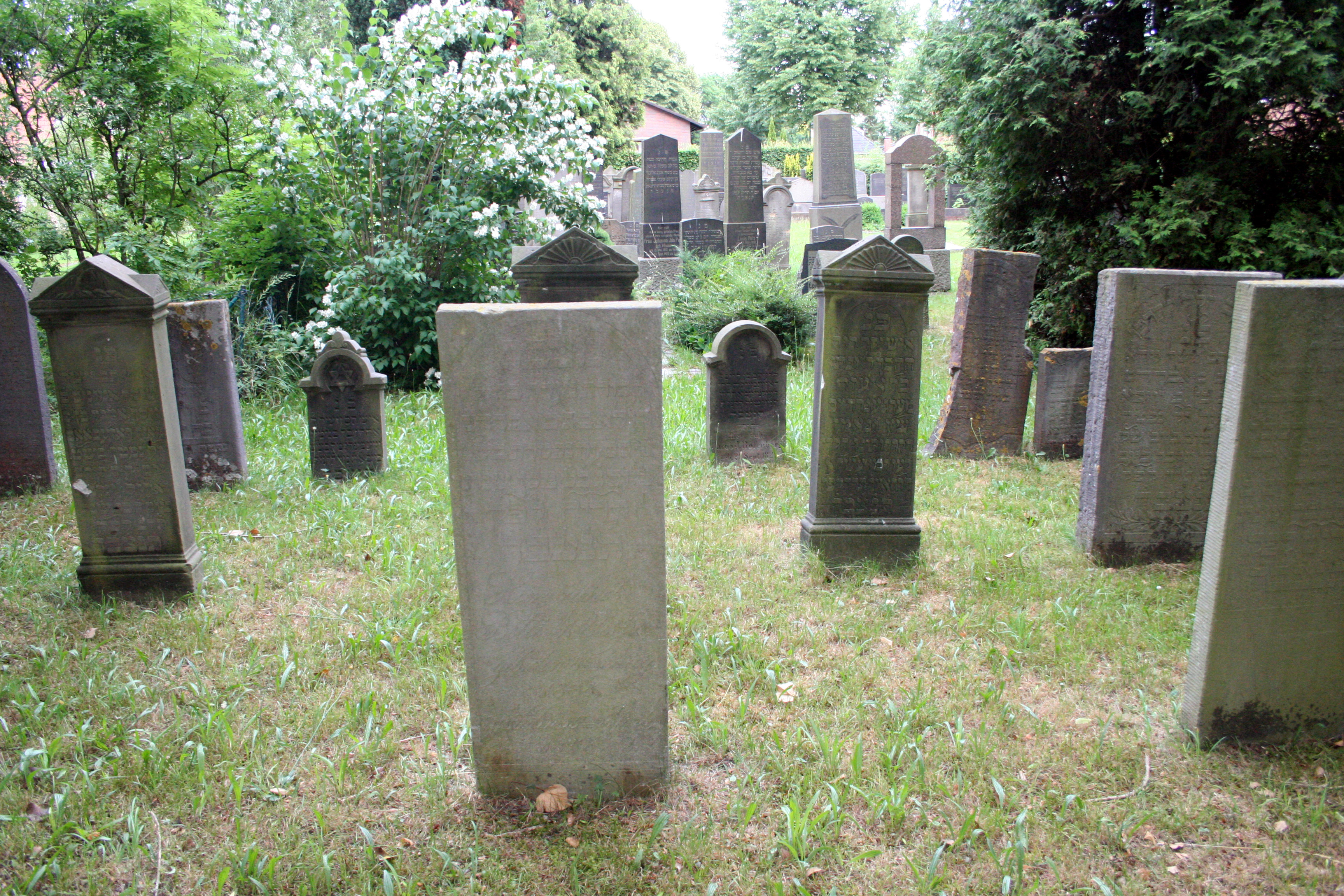
Der alte jüdische Friedhof in Leer.

Leer war vor 1933 ein Zentrum des deutschen Viehhandels und infolgedessen für die im Viehhandel tätigen ostfriesischen Juden ein zentraler Ort. Wann genau sich die ersten Juden in Leer niedergelassen haben, ist nicht mehr zu ermitteln. Fest steht, dass sich für das gesamte Mittelalter auf der ostfriesischen Halbinsel die Anwesenheit von Juden nicht nachweisen lässt.
Ein erster Nachweis für jüdisches Leben in Leer stammt aus dem Jahr 1611. Die jüdische Gemeinde geht mit großer Wahrscheinlichkeit auf das Jahr 1650 zurück, als die erforderliche Zahl von zehn männlichen Gottesdienstbesuchern für einen Minjan erreicht wurde. Die frühe Gemeinde nutzte für ihre Gottesdienste noch angemietete Synagogenräume in der Kirchstraße und in der Wörde in der Nähe der Faldernstraße. Im Unterschied zu den anderen Kindern Ostfrieslands, welche laut Polizeiverordnung der Gräfin Anna schon seit dem Jahre 1545 schulpflichtig waren, bestand für die Kinder jüdischer Eltern bis 1803 keine Schulpflicht. Kinder armer jüdischer Familien erhielten in der Synagoge Unterricht in jüdischer Glaubenslehre und in der hebräischen Sprache. Die Kinder reicher jüdischer Familien erhielten Privatunterricht.
Im Unterschied zu den anderen jüdischen Gemeinden Ostfrieslands konnten die Leeraner Juden schon bald nach Gründung der Gemeinde einen Friedhof anlegen. Dieser wurde Mitte des 17. Jahrhunderts angelegt und befand sich weit außerhalb der Stadtgrenzen nahe dem Blutgericht, dem Standort des Galgens. Dieser befand sich früher dicht am Ledaufer am Fährsteg nach Esklum. Deshalb hatte die betreffende Stelle des Süder Grashauses die Bezeichnung „Galgenhöhe“ oder „Galgenvenne“. Erst Anfang des 19. Jahrhunderts wurde die Bezeichnung „Israelischer Friedhof“ eingeführt. Am 11. Juni 1939 fand die letzte Beisetzung in nationalsozialistischer Zeit statt. Nach 1945 ließen sich einige zurückgekehrte Juden, nach ihrem Tode, auf dem Friedhof bestatten.
Um 1840/1850 wird eine jüdische Schule in einem Gebäude in der Kirchstraße eingerichtet. Im Jahr 1909 errichtete die Gemeinde eine Schule mit Lehrerwohnung an der Deichstraße (heute Ubbo-Emmius-Straße. 14). Der Gallimarkt, der bis zur Mitte des 19. Jahrhunderts ein reiner Kram- und Viehmarkt war, hatte eine so große wirtschaftliche Bedeutung für Leer, dass es unmöglich war, ihn aus irgendwelchen Gründen zu verlegen, ausgenommen religiöse Gründe. Während die christlichen Feiertage bereits seit etwa 1820 berücksichtigt wurden, geschah dies für die jüdischen Feiertage erst rund 90 Jahre später, 1909, obwohl die Juden einen großen Teil der Krämer und Viehhändler stellten und diese an den Feiertagen ausblieben. Im August 1926 kam es auf dem Leeraner Viehmarkt zu Handgreiflichkeiten zwischen Studenten, die ein großes Hakenkreuz offen an der Jacke trugen, und jüdischen Leeraner Viehhändlern.

### 1933 bis 1938
Nach der Machtübernahme der Nationalsozialisten im Jahre 1933 hatten die Juden in Ostfriesland unter Repressionen staatlicher Organe zu leiden. Zunächst wurden sie registriert und die Gestapo überprüfte bei einigen die politische Gesinnung. Auch Vereine, Organisationen und Veranstaltungen standen mit Beginn der nationalsozialistischen Diktatur unter Beobachtung. Am 28. März 1933 erließ Anton Bleeker, der Standartenführer für Ostfriesland, ein Schächtverbot für alle ostfriesischen Schlachthöfe und ordnete die Verbrennung der Schächtmesser an.
Dies führte zu einem ersten größeren Zwischenfall am 31. März 1933, als die Synagoge von bewaffneten SA-Männern umstellt wurde. Die SA erzwang die Herausgabe der Schächtmesser, um sie anschließend auf dem Marktplatz zu verbrennen. War der Antisemitismus bis 1933 eine unbedeutende Randerscheinung in Ostfriesland geblieben, wurde er nun von der Mehrheit getragen. Die Boykottaufrufe der Nationalsozialisten verfehlten ihr Ziel nicht. Auf dem Viehmarkt in Leer, dem größten Markt dieser Art, war jetzt ein Teil für Juden abgezäunt. Dadurch verschlechterte sich die ökonomische Lage der Inhaber. Einer nach dem anderen musste aufgeben und wurde somit auf kaltem Wege arisiert.

### Novemberpogrome von 1938

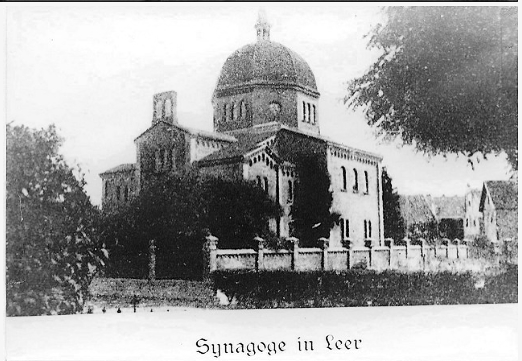
Synagoge in der Heisfelder Straße (1885–1938)

In der Nacht vom 9. auf den 10. November 1938 kam es auch in Leer zu den von der Reichsleitung der Nationalsozialisten befohlenen Ausschreitungen gegen die Juden, die später als „Reichskristallnacht“ oder Novemberpogrome 1938 bezeichnet wurden. Erich Drescher, Bürgermeister der Stadt Leer, wurde von der Gauleitung Oldenburg zu Hause angerufen und in groben Zügen über die geplanten Aktionen informiert. Zusammen mit seinem Neffen, der zufällig zu Besuch weilte, wurde er von seinem Fahrer Heino Frank zum Rathaus gebracht, wo er mit dem Standartenführer Friedrich Meyer eine Unterredung führte, die der Abstimmung der Aufgabenbereiche diente. Beide wurden in dieser Nacht wahrscheinlich unabhängig voneinander über die Vorgänge informiert.
Meyer begab sich nach dem Gespräch nach Weener, um hier den Befehl an den Führer der SA, Sturmbannführer Lahmeyer, weiterzugeben. Währenddessen sammelte sich die SA auf dem Uferplatz im Leeraner Hafen und marschierte weiter zum Lyzeum an der Gaswerkstraße, dem heutigen Teletta-Groß-Gymnasium. Dort wurden die Männer in verschiedene Trupps zum Anzünden der Synagoge und zur „Aufholung“ der Juden eingeteilt. Die Synagoge in der Heisfelder Straße wurde mithilfe von Benzin in Brand gesetzt. Ebenso sollte die Wohnung des Kantors und Vorsängers Joseph Wolffs „ausgeräuchert“ werden („Wir wollen den Wolf in seiner Schlucht ausräuchern“ wurde von einem beteiligten SA-Mann in dieser Nacht vernommen). Die anwesende Leeraner Feuerwehr beschränkte ihre Tätigkeit unter den Augen Erich Dreschers anweisungsgemäß auf den Schutz der Nachbarhäuser („Hier wird nicht gelöscht, das Ding muß weg!“ soll Drescher auf den Gefahrenhinweis der Feuerwehr entgegengebracht haben). Fast sämtliche Juden aus der Stadt und dem Landkreis Leer wurden im städtischen Viehhof auf der Nesse zusammengetrieben und misshandelt. Im Laufe des Vormittags wurden die Frauen, Kinder und nicht arbeitsfähige Männer entlassen, sodass noch 56 Männer, zusammen mit etwa 200 anderen jüdischen Ostfriesen, nach Oldenburg überführt wurden. Dort wurden sie in einer Kaserne zusammengetrieben. Ca. 1.000 jüdische Ostfriesen, Oldenburger und Bremer wurden anschließend in einem Zug in das Konzentrationslager Sachsenhausen nördlich von Berlin deportiert, wo sie bis Dezember 1938 oder Anfang 1939 in den Lagern inhaftiert blieben. Nach und nach wurden sie wieder freigelassen.

### Exodus, Vertreibung und Ermordung
Nach der Zerstörung der Synagoge 1938 hielten die in Leer verbliebenen Juden in den oberen Räumen des Hauses Kampstraße 37 heimlich Gottesdienste ab. Die Jüdische Gemeinde in Leer löste sich nach den Novemberpogromen schnell auf. Im Verlauf des Jahres 1938 wurde die Arisierung jüdischen Besitzes abgeschlossen. 1939 wurden die Juden der Stadt gezwungen, in sogenannten „Judenhäusern“, so unter anderem in der Kampstraße 37, zu leben. Noch bis 1939 hinaus konnten die Juden nach Zahlung einer Auswanderer-Abgabe das Land verlassen.
Eine Initiative ostfriesischer Landräte und des Magistrats der Stadt Emden führte Ende Januar 1940 zu der Weisung der Gestapo-Leitstelle Wilhelmshaven, wonach Juden Ostfriesland bis zum 1. April 1940 verlassen sollten. Die ostfriesischen Juden mussten sich andere Wohnungen innerhalb des deutschen Reiches (mit Ausnahme Hamburgs und der Linksrheinischen Gebiete) suchen. Als letzte jüdische Familie verließ die Familie Hirschberg Leer. Ihr Haus in der Groninger Straße/Ecke Kampstraße wurde 1940 als Ghetto für die verbliebenen Juden aus dem Landkreis genutzt. Von hier aus wurde die in Leer verbliebene jüdische Bevölkerung auf den Weg in die Vernichtungslager gebracht.
Ab 1943 fuhr jeden Dienstag ein Güterzug aus dem Durchgangslager Westerbork eine große Gruppe Häftlinge über Assen, Groningen und den Grenzbahnhof Nieuweschans nach „Osten“, überwiegend in die Vernichtungslager KZ Auschwitz-Birkenau und Sobibor. Die Fahrt dauerte ungefähr drei Tage. Der Zug wurde bis Nieuweschans von niederländischem Bahnpersonal unterstützt und ab dort von deutschem Personal übernommen. In Leer hatten diese Züge meistens zwei bis drei Stunden Aufenthalt an Gleis 14 des Hauptbahnhofs inmitten der Stadt. Dort wurden sie von SS-Männern mit Maschinenpistolen bewacht.

### Nachkriegszeit
Während des Holocausts sind mindestens 236 Juden aus Leer ermordet worden, drei starben durch Suizid und bei 61 ist das Schicksal ungeklärt. Überlebt haben 107. Sie leben über die ganze Welt verstreut.
Anfang der 1980er Jahre wurde eine der zwei Bundestafeln, die früher über dem Eingang zur Synagoge angebracht waren, in einem Schrebergarten in der Stadt wieder aufgefunden. Durch eine Initiative Leeraner Bürger wurde sie nach Israel verbracht und dort an der Synagoge Ichud-Schiwat-Zion in der Ben-Jehuda-Straße in Tel Aviv angebracht. In Leer fanden 1948 bis 1950 Strafgerichtsprozesse gegen verschiedene verantwortliche Personen aus dem Landkreis Leer statt, darunter auch gegen Oldersumer. Sie endeten mit vergleichbar milden Urteilen. Die meisten der verhängten Freiheitsstrafen mussten aufgrund von Amnestiebestimmungen nicht angetreten werden. Viele Verantwortliche wurden gerichtlich nicht belangt. Wenige überlebende Juden kehrten nach 1945 in ihre Heimatstadt Leer zurück. Sie sind heute Teil der Synagogengemeinde Oldenburg.
An der Stelle der Synagoge wurde in den 1960er Jahren eine Autowerkstatt errichtet, die bis zur Wende (1989/90) erhalten blieb. So konnte den Gerüchten über eventuell noch unversehrte Kellergewölbe der Synagoge lange nicht nachgegangen werden. Im September 2019 legte der neue Eigentümer der Fläche Pläne zur Bebauung der brachliegenden Flächen vor. Im Neubau soll laut Aussage der Planer ein Anbau mit einem Raum der Stille auf die Synagoge hinweisen. Der Archäologische Dienst der Ostfriesischen Landschaft führte im Vorfeld der Neubebauung eine archäologische Untersuchung durch. Im Zuge der Untersuchungen ließ sie im Juni 2020 zwei Baggerschnitte auf dem Gelände durchführen. Im ersten Schnitt entdeckten die Archäologen in zwei Metern Tiefe das Fundament der nördlichen Außenwand der Synagoge, deren genaue Lage auf dem Grundstück damit geklärt ist. Auf dem Fundamentboden fanden sich die Brandschicht des Feuers aus dem November 1938 sowie eine etwa 50 cm mächtige Lage aus Bau- und Brandschutt der Synagoge. Der Zweite Schnitt öffnete den Eingang in das Untergeschoss der ehemaligen Rabbinerwohnung. Dort führen drei Stufen hinab auf einen rötlichen Zementestrich. In diesem Bereich ist nach den Bauplänen der Eingangsbereich in den Heizungskeller und möglicherweise auch in das Tauchbad zu finden. Um die letzten Reste der Synagoge vor ihrer endgültigen Zerstörung zu dokumentieren, sollen in Abstimmung mit der Stadt Leer sowie der Bauherrengesellschaft weitere archäologische Untersuchungen stattfinden. Anschließend wird das Gelände neu bebaut.

## Gemeindeentwicklung

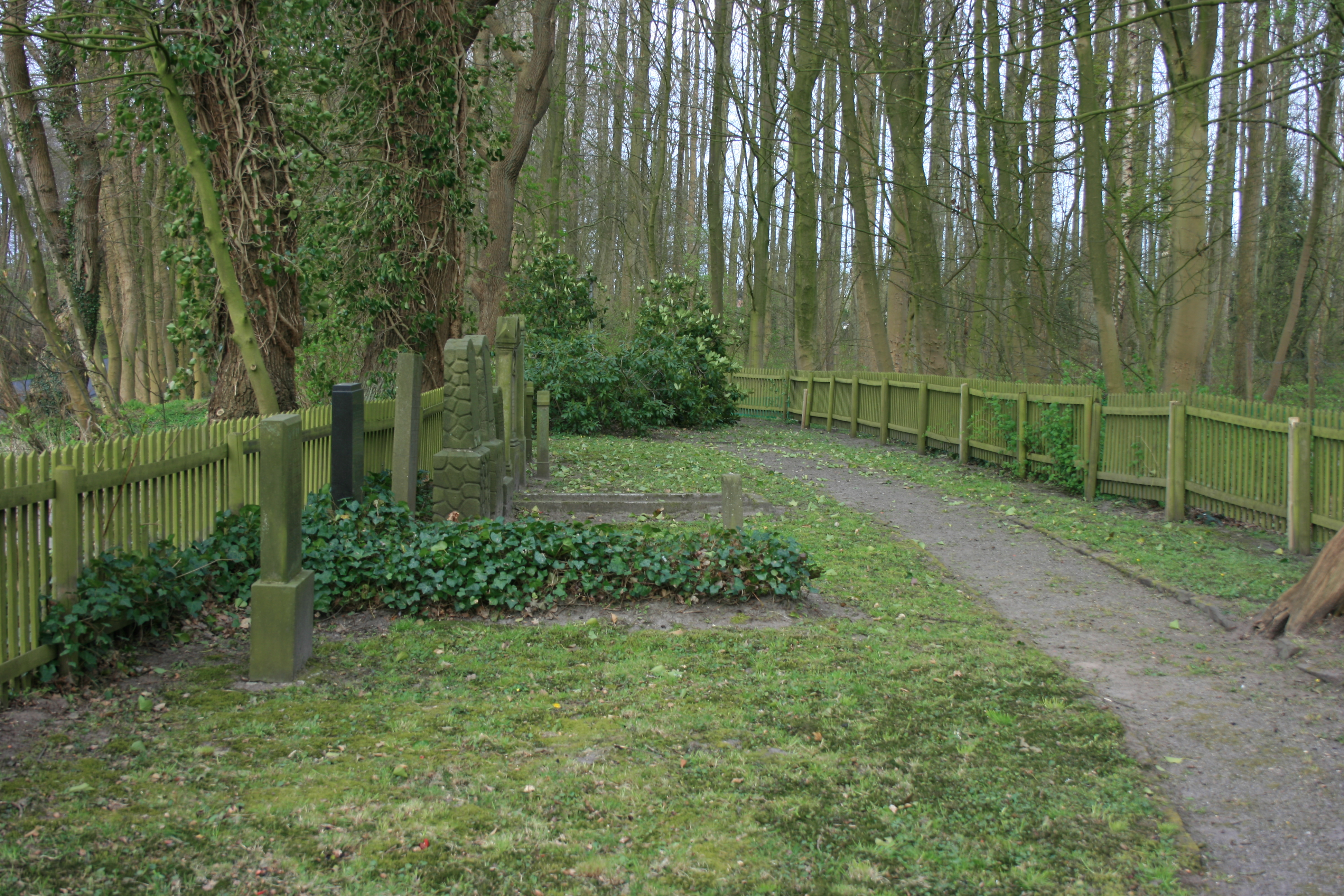
Der jüdische Friedhof in Leer Loga

Die jüdische Gemeinde in Leer war mit 289 Mitgliedern die drittgrößte in Ostfriesland.
| Jahr | Gemeindemitglieder |
| ---- | ------------------ |
| 1802 | 175 Personen       |
| 1867 | 219 Personen       |
| 1885 | 306 Personen       |
| 1905 | 266 Personen       |
| 1925 | 289 Personen       |

## Gedenkstätten

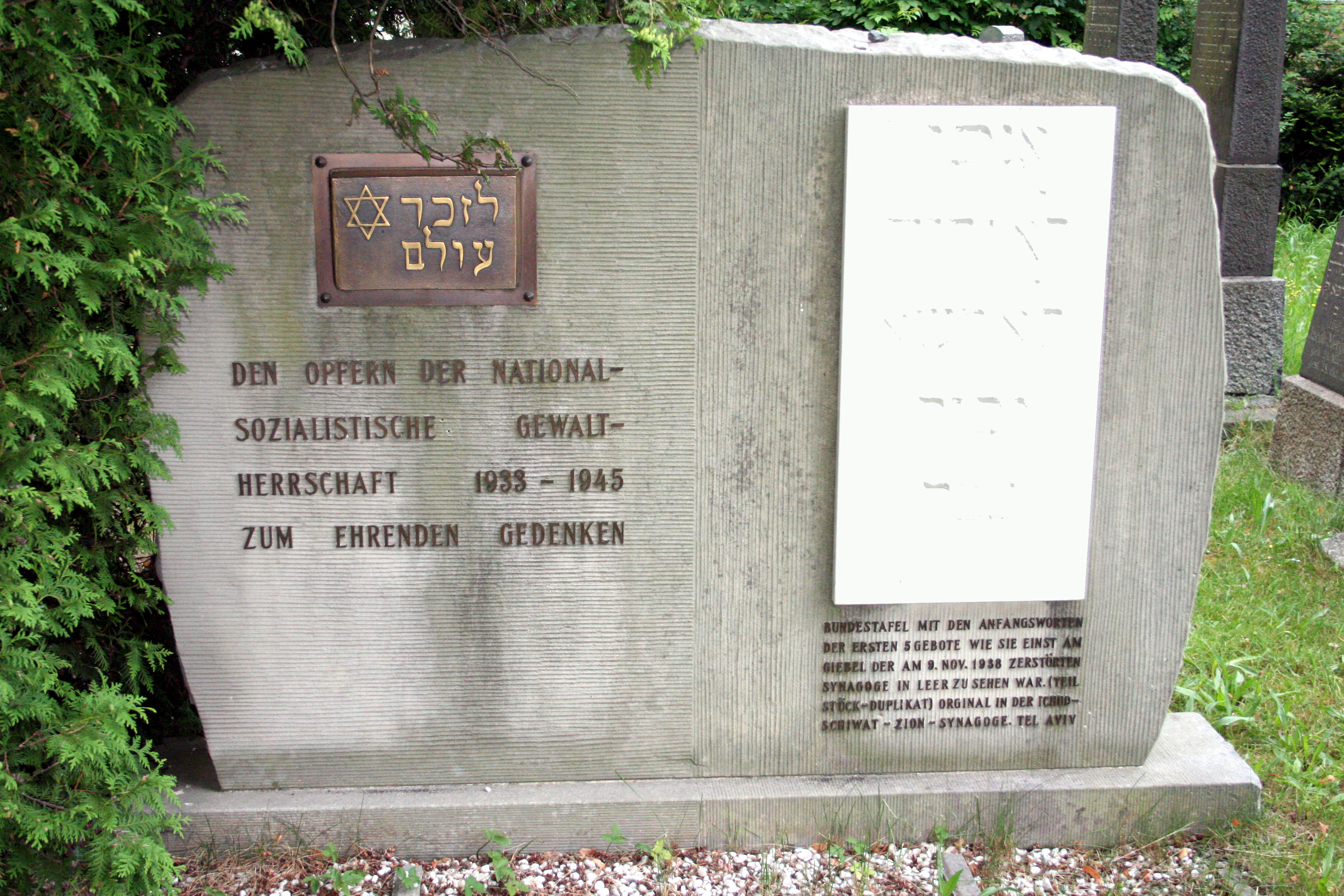
Gedenktafel auf dem jüdischen Friedhof.

Eine Gedenkstätte für die zerstörte Synagoge an der Heisfelder Straße befindet sich seit 2002 direkt gegenüber dem einstigen Standort des Gotteshauses. Die Stätte wurde vollständig durch Spenden von Leeraner Bürgern finanziert. An der Stelle der alten Synagoge ist lediglich eine Gedenktafel angebracht, da auf dem Grundstück mittlerweile eine Autowerkstatt steht. So konnte den Gerüchten über eventuell noch unversehrte Kellergewölbe der Synagoge noch nicht nachgegangen werden.
Eine weitere Gedenktafel findet sich auf dem alten jüdischen Friedhof an der Groninger Straße.
Die Ehemalige Jüdische Schule Leer ist seit dem 1. September 2013 eine Kultur- und Gedenkstätte „zum jüdischen Leben damals und heute“.